# Puglianello
Puglianello là một đô thị ở tỉnh Benevento trong vùng Campania, có vị trí khoảng 45 km về phía đông bắc của Napoli và khoảng 30 km về phía tây bắc của Benevento. Tại thời điểm ngày 31 tháng 12 năm 2004, đô thị này có dân số 1.406 người và diện tích là 8,3 km².
Puglianello giáp các đô thị: Amorosi, Faicchio, Ruviano, San Salvatore Telesino.